# Agromyza apfelbecki
Agromyza apfelbecki este o specie de muște din genul Agromyza, familia Agromyzidae, descrisă de Gabriel Strobl în anul 1902. Conform Catalogue of Life specia Agromyza apfelbecki nu are subspecii cunoscute.